# 루가노 대학교
루가노 대학교(이탈리아어: Università della Svizzera Italiana, 영어: University of Lugano), 줄여서 USI는 스위스 티치노주 루가노에 위치한 공립 대학교이다. USI는 스위스에서 유일하게 이탈리아어로 수업을 하는 대학교이며 스위스 연방에 소속된 12개의 공립 종합대학교 가운데 하나이다. 5개 학부로 구성되어 있으며 경제학부, 정보학부, 커뮤니케이션학부가 위치한 루가노를 중심으로 멘드리시오와 벨린초나에 건축학, 약학, 종양학 연구소가 있다.

## 평가
USI는 2020년 타임스 고등교육 세계 대학 랭킹이 발표한 신설 대학 순위에서 54위를 기록했다. 해당 순위는 설립된 지 50년이 안 된 대학교들을 평가한다.
USI는 2020년 QS 세계 대학 랭킹에서 237위를 기록했다.